# Осадники оброчні
Осадники оброчні — категорія сільського населення на українських землях у складі Великого князівства Литовського та Королівства Польського в 14—18 ст., яке шляхта й великокнязівські (королівські) намісники «осаджували» (оселяли) на своїх землях. Основу оподаткування О.о. складав оброк, який оплачувався як натурою (збіжжям, живністю, продуктами), так і грішми (чиншеві виплати).